# Sphaeronaema minimum
Sphaeronaema minimum är en svampart som beskrevs av Died. 1914. Sphaeronaema minimum ingår i släktet Sphaeronaema, divisionen sporsäcksvampar och riket svampar.   Inga underarter finns listade i Catalogue of Life.